# Mikrosatelit

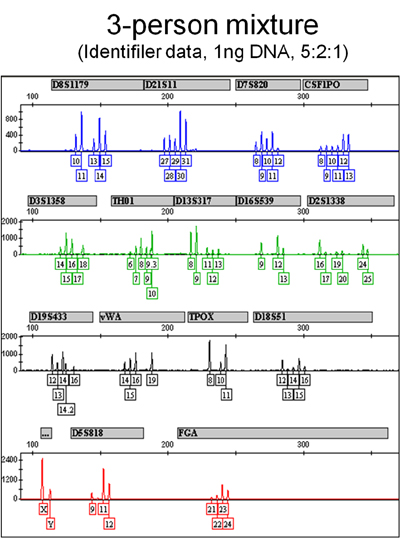
Ukázka STR profilu.

Mikrosatelit (též krátké tandemové repetice nebo také STR = short tandem repeats) je označení pro sekvence repetitivní DNA, složené z opakujících se jednotek o velikosti obvykle v rozmezí 2-5 nukleotidů.

## Charakteristika
Oligonukleotidové jednotky se v jednom mikrosatelitu mnohokrát opakují, přičemž počet opakování (tedy délka fragmentu) je unikátní pro každého jedince. STR oblast se může u daného člověka nacházet buď v homozygotním nebo heterozygotním stavu v závislosti na délce opakujícího se fragmentu v obou alelách. V lidském genomu jsou STR oblasti rozmístěny na většině chromosomů a obvykle se nachází v oblastech tzv. intronů. 

### Využití
Díky diverzitě mikrosatelitů v populaci je analýza STR oblastí jednou ze základních metod pro forenzní analýzu. Detekce je založena na amplifikaci cílených úseků pomocí PCR s následným rozdělením vzniklých fragmentů pomocí elektroforézy. Další využití nachází analýza STR oblastí v otázkách genetického mapování, testování diverzity lidské populace nebo v oblastech genealogie či testů otcovství. V laboratořích se krátké tandemové repetice často využívají pro autentifikaci buněčných linií. 